# 幡ヶ谷駅
幡ヶ谷駅（はたがやえき）は、東京都渋谷区幡ヶ谷一丁目にある、京王電鉄京王線（京王新線）の駅である。京王東管区所属。駅番号はKO03。

## 歴史

### 年表
- 1913年（大正2年）11月11日：京王電気軌道の駅として開設。当時は地上駅であった。
- 1944年（昭和19年）5月31日：陸上交通事業調整法に基づき。東京急行電鉄へ吸収合併。同社京王線の駅となる。
- 1948年（昭和23年）6月1日：大東急解体に伴う再編に伴い、京王帝都電鉄が分離独立。同社京王線の駅となる。
- 1978年（昭和53年）10月31日：新宿駅 - 笹塚駅間複々線化に伴い、線増部（京王新線）側へホームが移設され、現在の地下駅となる。相模原線直通快速・通勤快速が京王新線経由となり、当駅も停車駅となる。京王線側にあったホームは廃止され、京王線新宿発着は各停含む全列車が通過となる。
- 1980年（昭和55年）3月16日：都営新宿線岩本町駅 - 新宿駅間開通、京王線・京王新線との相互直通運転開始。
- 1983年（昭和58年）7月17日：初台駅 - 当駅付近の京王線側が地下化[3]、連続立体交差事業竣工。
- 1992年（平成4年）5月28日：ダイヤ改正に伴い、東京競馬開催時における臨時列車であった特急京王線新宿行が急行へ振替えられ、その一部が新線新宿行として運転されるようになる。同時に当駅もこの臨時急行の停車駅となる。
- 2001年（平成13年）3月27日：京王新線に定期急行列車新設、当駅も停車駅となる[4]。
- 2013年（平成25年）2月22日：KO03の駅ナンバリング導入[1]。

### 駅名の由来
駅開設当時の地名「東京府豊多摩郡代々幡村大字幡ヶ谷」より命名される。「幡ヶ谷」の歴史は古く、後三年の役に出征する途中の源義家が、源氏の白旗をこの地の池（旗洗池）で洗ったという伝説が由来とされている。なお、当駅周辺には1889年（明治22年）まで幡ヶ谷村が存在していた。

## 駅構造
駅は国道20号（甲州街道）の地下にあり、ホームは地下2階にある。中柱のある相対式ホーム2面2線構造となっており、改札への上り階段・エスカレーターは笹塚駅寄りにある。改札は地下1階で、改札内にトイレが併設されている。トイレは2005年（平成17年）夏 - 秋にかけて改装され、ユニバーサルデザインの一環として車椅子やオストメイトなどの利用にも対応した「だれでもトイレ」が新設された。
京王新線建設（京王線初台駅 - 笹塚駅間連続立体交差事業含む）と首都高速4号新宿線工事が重なったことから、建設工事は首都高速道路公団（当時）へ委託した。当駅のトンネルは、首都高の高架橋（橋脚）と一体構造となっている。
かつては改札の直ぐ傍に売店「A LoT 幡ヶ谷店」があったが、2021年（令和3年）4月21日を限りで閉店している。改札を出た先は地下自由通路になっており、右に行けば甲州街道の北側（幡ヶ谷二丁目）に、左に行けば南側（幡ヶ谷一丁目）に出る。地下通路はいくつかのビルと直結している。
1978年10月31日、新宿駅 - 笹塚駅間複々線化により甲州街道直下の線増部（京王新線）側にホームが移設された。この際に相模原線直通の快速・通勤快速が新線新宿発着となり、当駅も停車駅となる。一方、新宿駅1 - 3番線（京王線新宿駅）発着となる京王線側は初台駅と同様に各駅停車を含む全列車が通過となった。この段階では京王線側は地上だったが、複々線化後の1983年（昭和58年）7月17日、初台駅 - 当駅付近の京王線側も地下化され、連続立体交差事業が竣工した。そのため、初台駅と異なり京王線のトンネル内にホームはない。
2004年（平成16年）より駅改修工事を開始、エレベーター新設やホーム除く床・壁・天井に至るまでほぼ全て張り替え、または上から貼るなど改修、従来の圧迫感のある暗いイメージから脱却した。
2008年（平成20年）10月頃、ホーム初台寄りに非常階段を新設した。地上出口は1・2番線共に国道20号の中央分離帯の中、首都高速4号新宿線の高架下で、幡ヶ谷出入口のほぼ真下にある。
地上駅時代は18m級6両編成対応相対式ホームを有し、各停のみが停車していた。当時の改札口は現在南口となっている京王幡ヶ谷ビルがある位置にあり、そこから初台方面に向かってホームが伸びていた。現在ではホームは撤去されているが、駅東側にある「京王コインパーク」内に地上駅時代に使われていた鉄道柵が残されており、当時の面影を偲ぶことが可能。
なお、当駅より代々木上原駅へ至る都市計画道路（補助211号線）が計画されており、ホームがあった場所の一部は道路となっている。

### のりば
| 番線 | 路線     | 方向 | 行先                         | 備考                        |
| ---- | -------- | ---- | ---------------------------- | --------------------------- |
| 1    | 京王新線 | 下り | 笹塚・明大前・調布・橋本方面 |                             |
| 2    | 京王新線 | 上り | 新線新宿・ 都営新宿線方面    | 新宿駅から 都営新宿線へ直通 |

- 区間急行と快速・急行の一部は新線新宿から先の都営新宿線内では各停として運行。なお急行は都営新宿線内で急行運転を行う列車もある。
- 2025年3月改正以降、日中時間帯は概ね6分程度の間隔で列車が発着する。

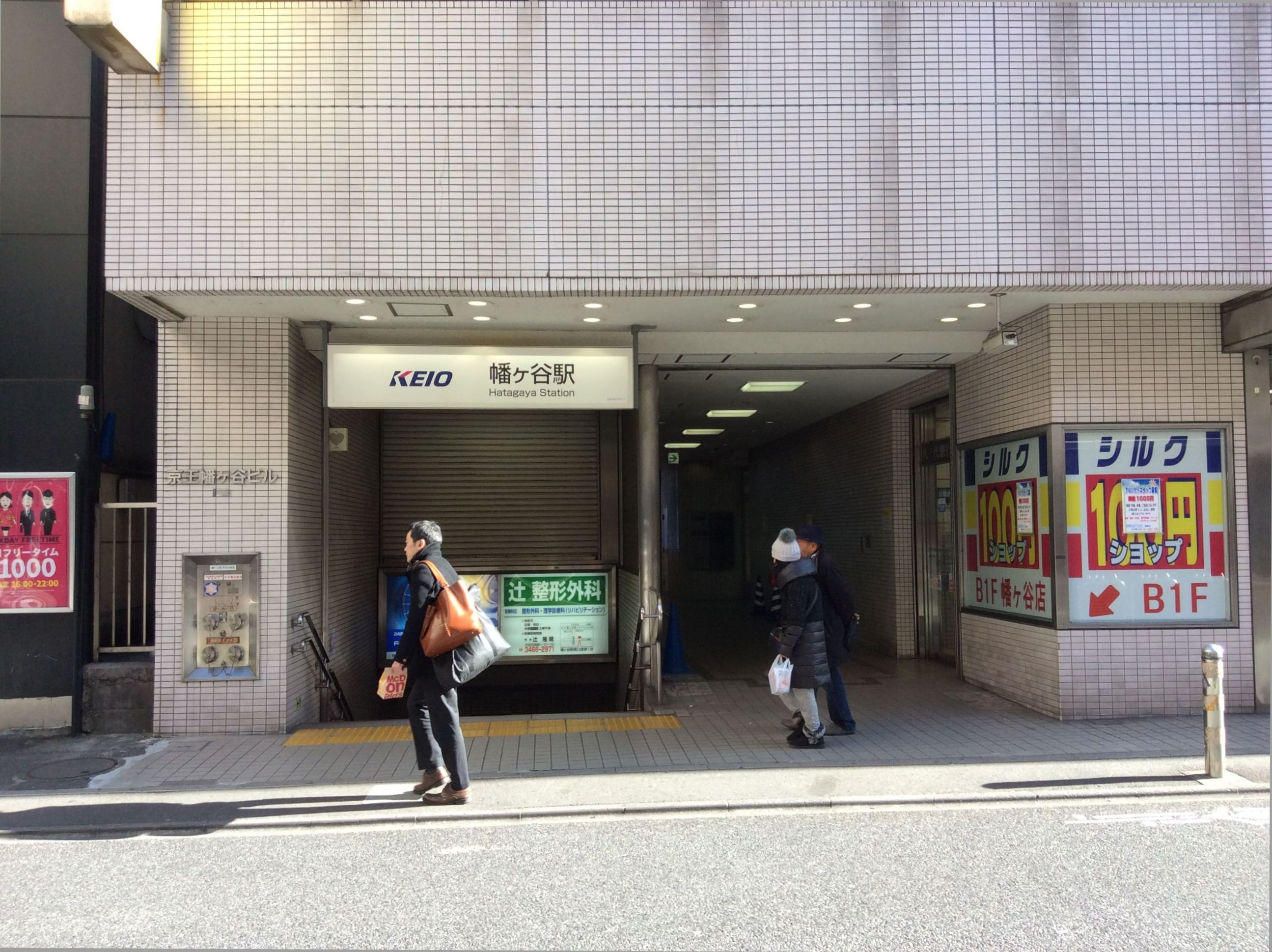
南側入口（2018年1月）
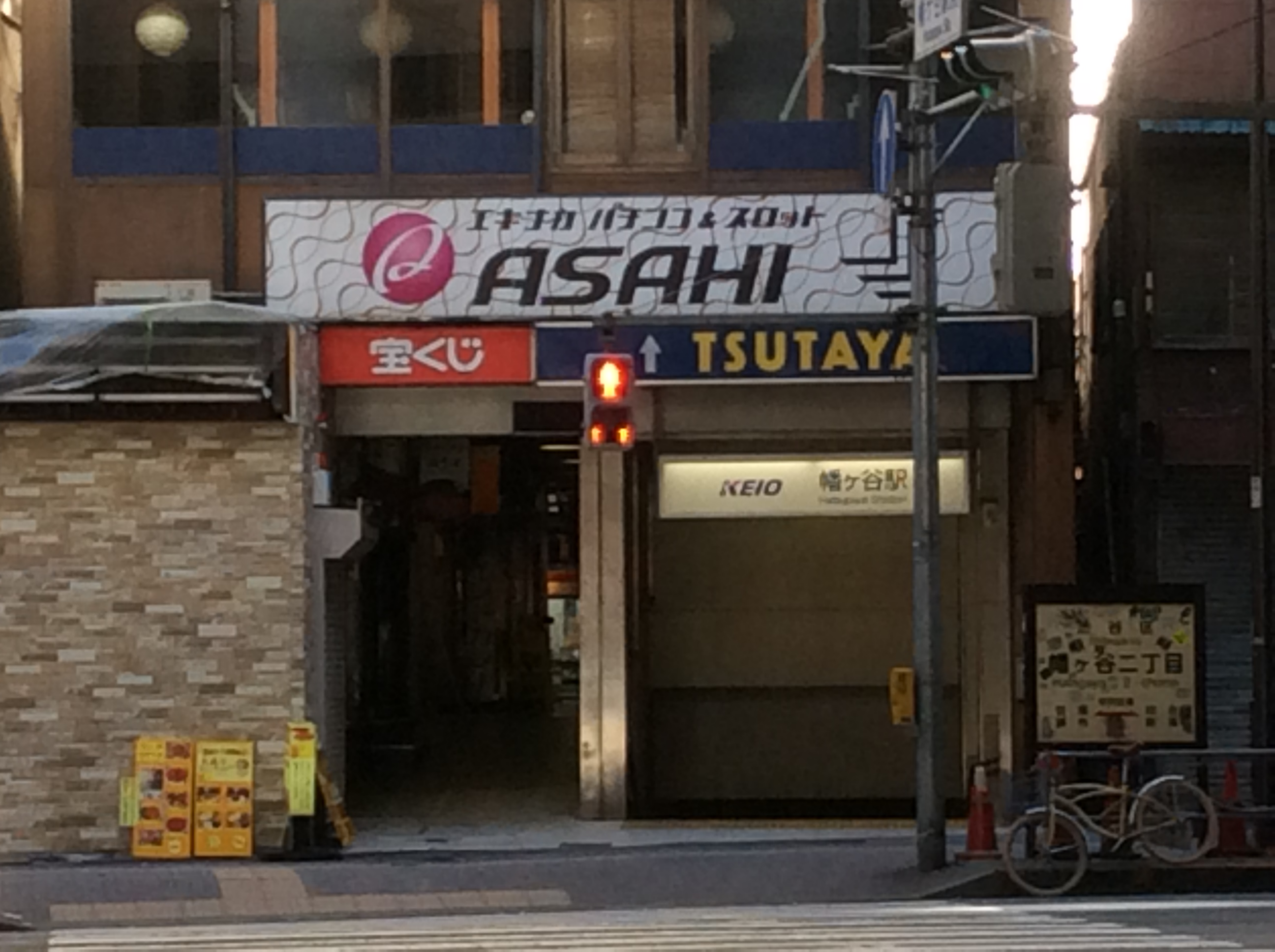
北側入口（2018年1月）
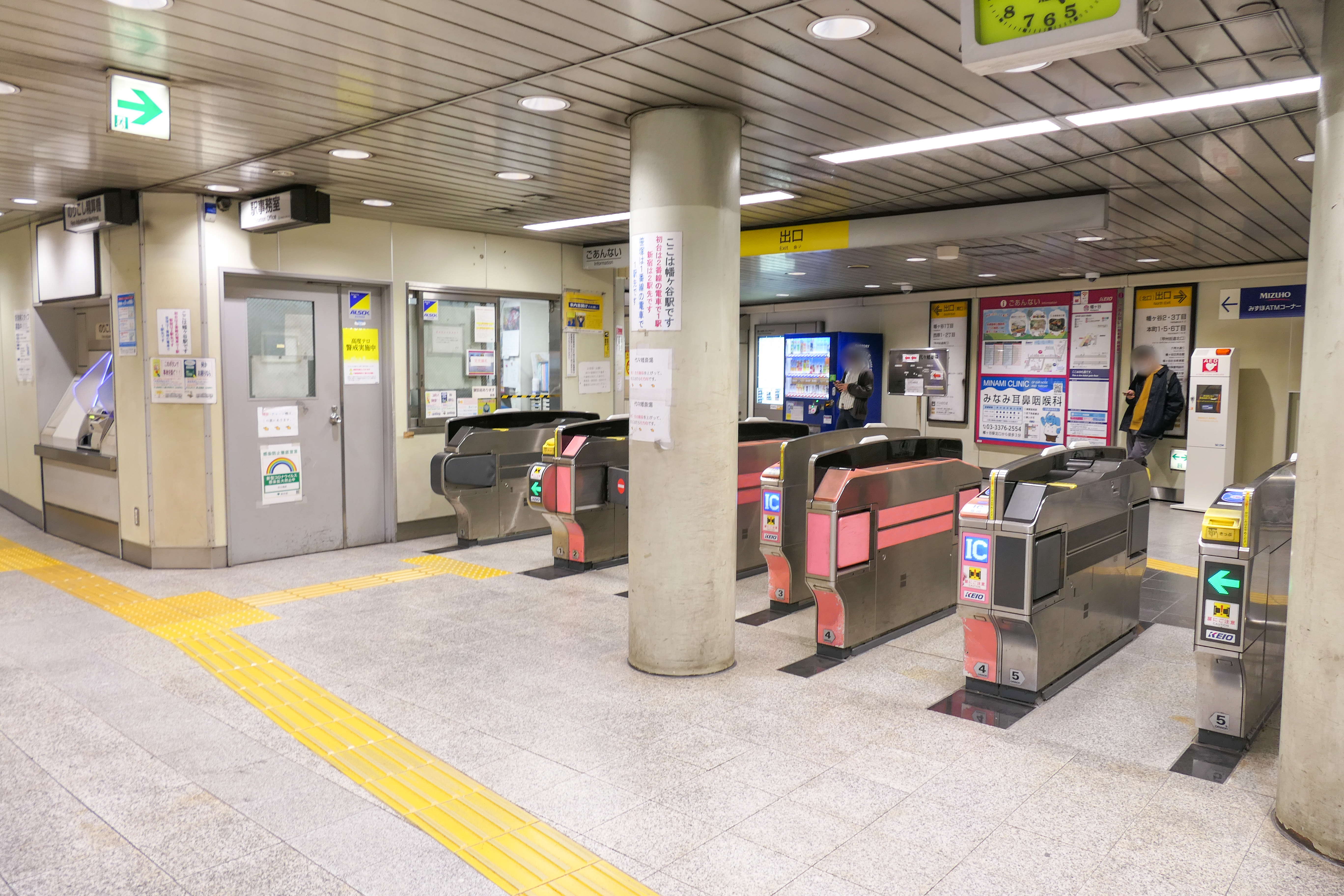
改札口（2022年11月）
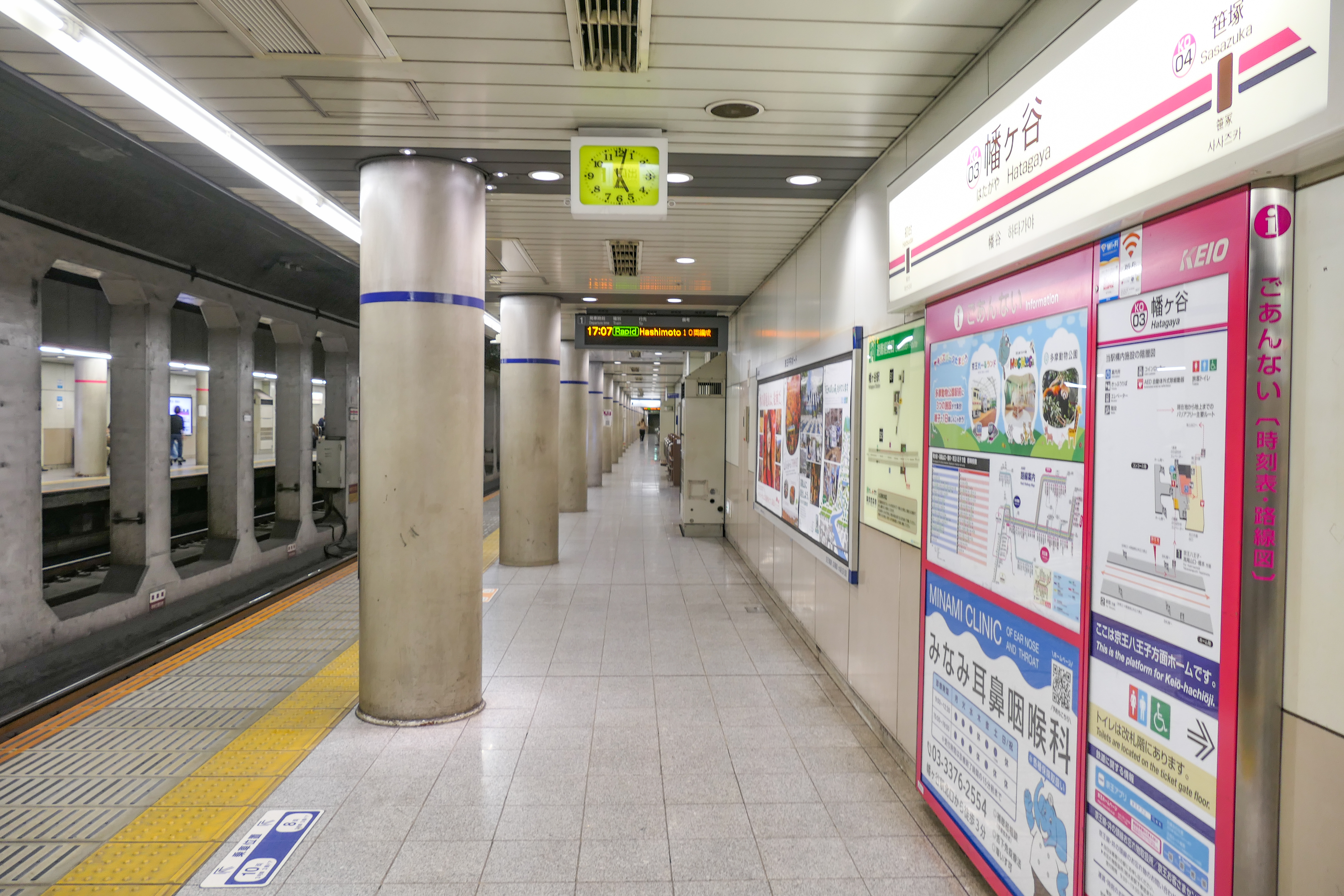
1番線ホーム（2022年11月）
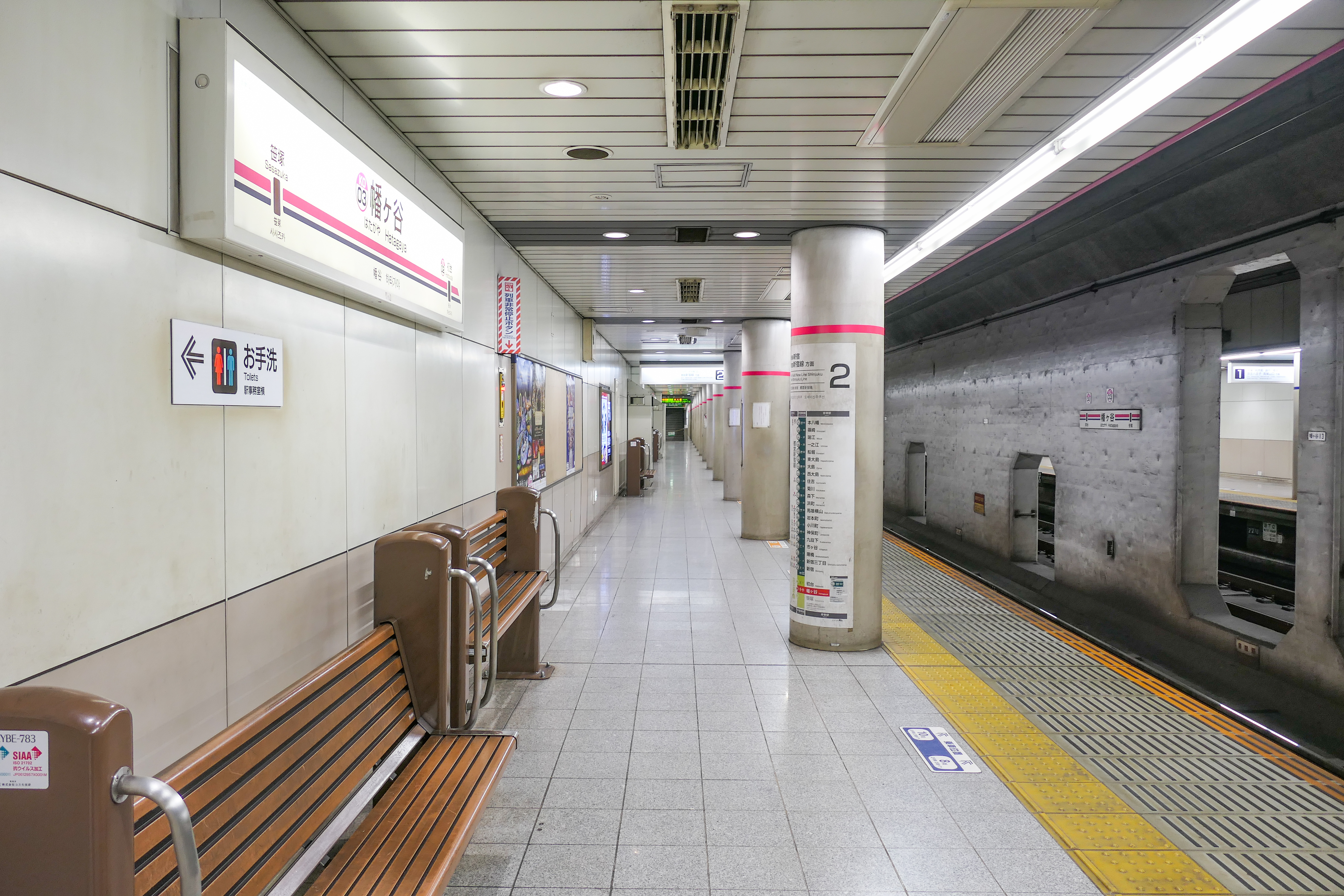
2番線ホーム（2022年11月）
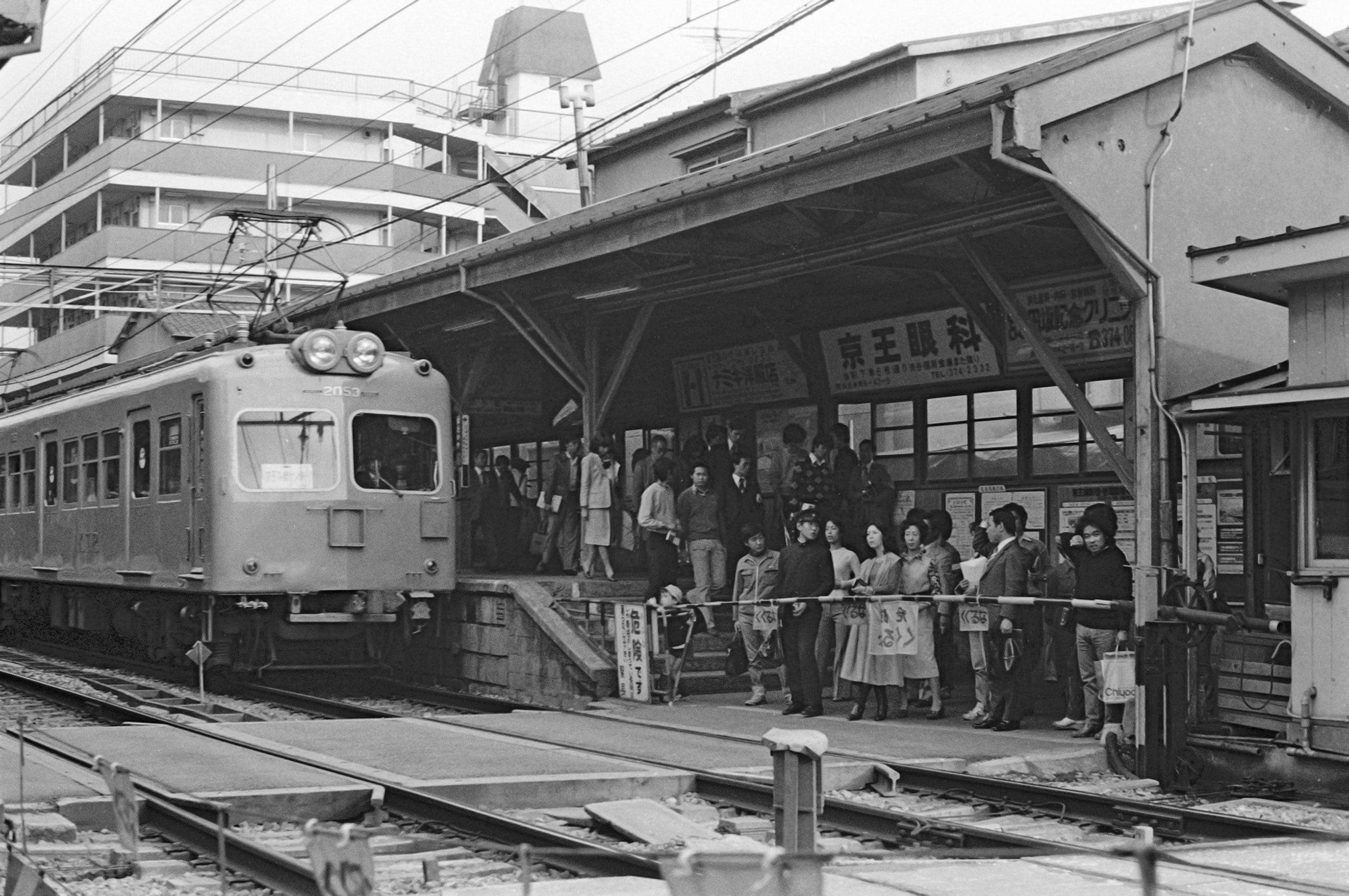
京王線側にあった頃の幡ヶ谷駅は、18m級6両編成対応、京王新線側にホームを移設する前日まで各停のみが停車する地上駅であった。（1978年10月30日・移設前日）

## 利用状況
2024年度（令和6年度）の1日平均乗降人員は29,965人である。京王新線開通に伴う地下化以降減少傾向にあったが、最近では微増へ転じている。
近年の1日平均乗降・乗車人員の推移は以下の通り。
| 年度               | 1日平均 乗降人員 | 1日平均 乗車人員 | 出典     |
| ------------------ | ---------------- | ---------------- | -------- |
| 1955年（昭和30年） | 21,659           |                  |          |
| 1960年（昭和35年） | 30,667           |                  |          |
| 1965年（昭和40年） | 40,375           |                  |          |
| 1969年（昭和44年） | 41,939           |                  |          |
| 1970年（昭和45年） | 40,190           |                  |          |
| 1975年（昭和50年） | 40,148           |                  |          |
| 1978年（昭和53年） | 37,079           |                  |          |
| 1979年（昭和54年） | 33,200           |                  |          |
| 1980年（昭和55年） | 33,234           |                  |          |
| 1985年（昭和60年） | 32,226           |                  |          |
| 1990年（平成02年） | 33,432           | 16,052           | [ * 1 ]  |
| 1991年（平成03年） |                  | 16,904           | [ * 2 ]  |
| 1992年（平成04年） |                  | 17,005           | [ * 3 ]  |
| 1993年（平成05年） |                  | 16,784           | [ * 4 ]  |
| 1994年（平成06年） |                  | 16,219           | [ * 5 ]  |
| 1995年（平成07年） | 34,124           | 16,044           | [ * 6 ]  |
| 1996年（平成08年） |                  | 16,085           | [ * 7 ]  |
| 1997年（平成09年） |                  | 16,014           | [ * 8 ]  |
| 1998年（平成10年） |                  | 15,797           | [ * 9 ]  |
| 1999年（平成11年） |                  | 15,019           | [ * 10 ] |
| 2000年（平成12年） | 32,154           | 14,901           | [ * 11 ] |
| 2001年（平成13年） |                  | 15,258           | [ * 12 ] |
| 2002年（平成14年） |                  | 15,230           | [ * 13 ] |
| 2003年（平成15年） | 31,284           | 15,112           | [ * 14 ] |
| 2004年（平成16年） | 30,881           | 14,964           | [ * 15 ] |
| 2005年（平成17年） | 30,379           | 15,066           | [ * 16 ] |
| 2006年（平成18年） | 29,425           | 14,964           | [ * 17 ] |
| 2007年（平成19年） | 30,097           | 15,342           | [ * 18 ] |
| 2008年（平成20年） | 30,584           | 15,570           | [ * 19 ] |
| 2009年（平成21年） | 30,809           | 15,655           | [ * 20 ] |
| 2010年（平成22年） | 29,909           | 15,197           | [ * 21 ] |
| 2011年（平成23年） | 29,639           | 15,025           | [ * 22 ] |
| 2012年（平成24年） | 30,116           | 15,274           | [ * 23 ] |
| 2013年（平成25年） | 30,985           | 15,668           | [ * 24 ] |
| 2014年（平成26年） | 31,229           | 15,770           | [ * 25 ] |
| 2015年（平成27年） | 31,946           | 16,090           | [ * 26 ] |
| 2016年（平成28年） | 31,992           | 16,129           | [ * 27 ] |
| 2017年（平成29年） | 32,314           | 16,279           | [ * 28 ] |
| 2018年（平成30年） | 32,833           | 16,518           | [ * 29 ] |
| 2019年（令和元年） | 32,604           | 16,355           | [ * 30 ] |
| 2020年（令和02年） | 23,548           | 11,786           | [ * 31 ] |
| 2021年（令和03年） | 25,637           |                  |          |
| 2022年（令和04年） | 27,850           |                  |          |
| 2023年（令和05年） | 29,540           |                  |          |
| 2024年（令和06年） | 29,965           |                  |          |

## 駅周辺
- 道路
  - 国道20号（甲州街道）
  - 首都高速4号新宿線
- 商店
  - 幡ヶ谷商店街
  - 幡ヶ谷六号通り商店街
  - 六号坂通り商店街
  - 西原商店街
  - ダイエー 幡ヶ谷店
  - ライフ 幡ヶ谷店
  - サンディ 幡ヶ谷店
  - まいばすけっと 幡ヶ谷2丁目店
  - 三徳 幡ヶ谷店
  - 成城石井 幡ヶ谷店
  - 幡ヶ谷ゴールデンセンター：駅地下。
  - シルク 京王幡ヶ谷店：駅地下。
- 施設
  - 東京消防庁消防学校
  - 東京消防庁消防技術安全所
  - 消防試験研究センター 中央試験センター
  - 国際協力機構 東京国際センター
  - 製品評価技術基盤機構
  - 渋谷区役所 西原出張所
  - 渋谷区役所 笹塚出張所
  - 渋谷区立西原図書館
  - 渋谷区立スポーツセンター
  - 代々木郵便局
    - ゆうちょ銀行代々木店

  - 幡ヶ谷南郵便局
  - 渋谷幡ヶ谷郵便局
  - 三井住友銀行 幡ヶ谷支店
  - きらぼし銀行 幡ヶ谷支店
  - 西武信用金庫 幡ヶ谷支店
  - 野村證券 幡ヶ谷支店
  - ガールスカウト日本連盟
  - 幡ヶ谷第一公園
  - 幡ヶ谷第二公園
  - 幡ヶ谷第三公園
  - 幡ヶ谷駅前公園
  - 幡ヶ谷新道公園
  - 幡ヶ谷ひだまり公園
  - 6号通り公園
  - 7号通り公園
  - 代々木大山公園
- 企業
  - テルモ
  - オリンパス
  - グッドコンディション
- 教育機関
  - 渋谷区立代々木中学校
  - 渋谷区立中幡小学校
  - 渋谷区立西原小学校
  - 帝京短期大学
  - 東京大学教育学部附属中等教育学校
- その他
  - 東京博善 代々幡斎場

### バス路線
駅傍に「幡ヶ谷駅」（都営バスは「幡ヶ谷駅前」）停留所が設置されている。
- 都営バス
  - 渋66：渋谷駅前行 / 阿佐ヶ谷駅前行・杉並車庫前行
- 京王バス
  - 渋63：渋谷駅行 / 中野駅行
  - 渋66：渋谷駅行 / 阿佐ヶ谷駅行・方南八幡通り行
- 小田急バス
  - 系統番号なし：新宿駅西口行 / よみうりランド行（季節運行）

## 隣の駅
京王電鉄
 京王新線
■急行・■区間急行・■快速・■各駅停車
初台駅 (KO02) - 幡ヶ谷駅 (KO03) - 笹塚駅 (KO04)
なお、1945年（昭和20年）7月24日以前の新宿駅 - 幡ヶ谷駅間には多くの駅が存在したが、初台駅を残していずれも廃止している。詳しくは、京王線の新宿駅付近の廃駅を参照。